# Johann Zoffany

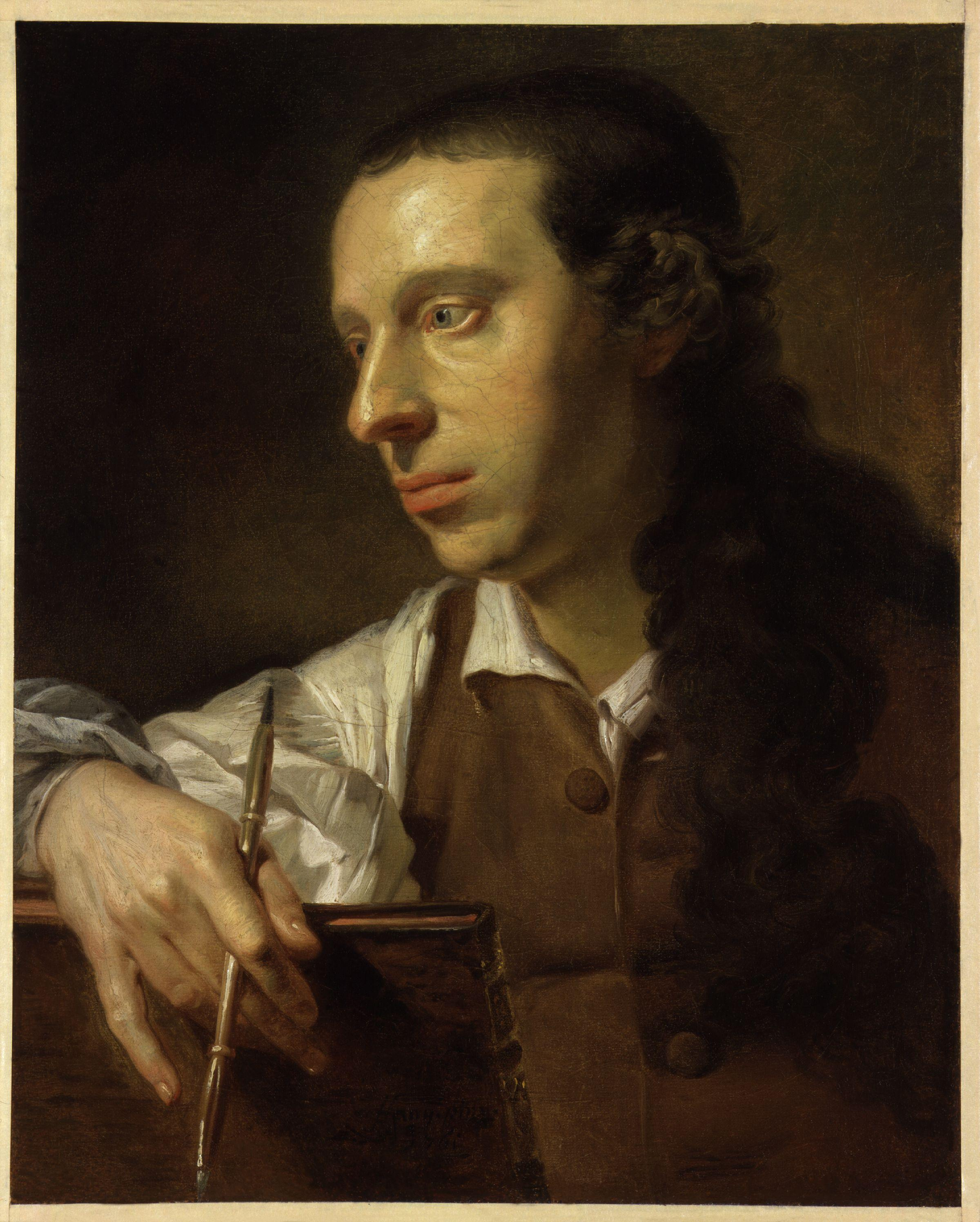
Zelfportret, 1781, National Portrait Gallery, Londen

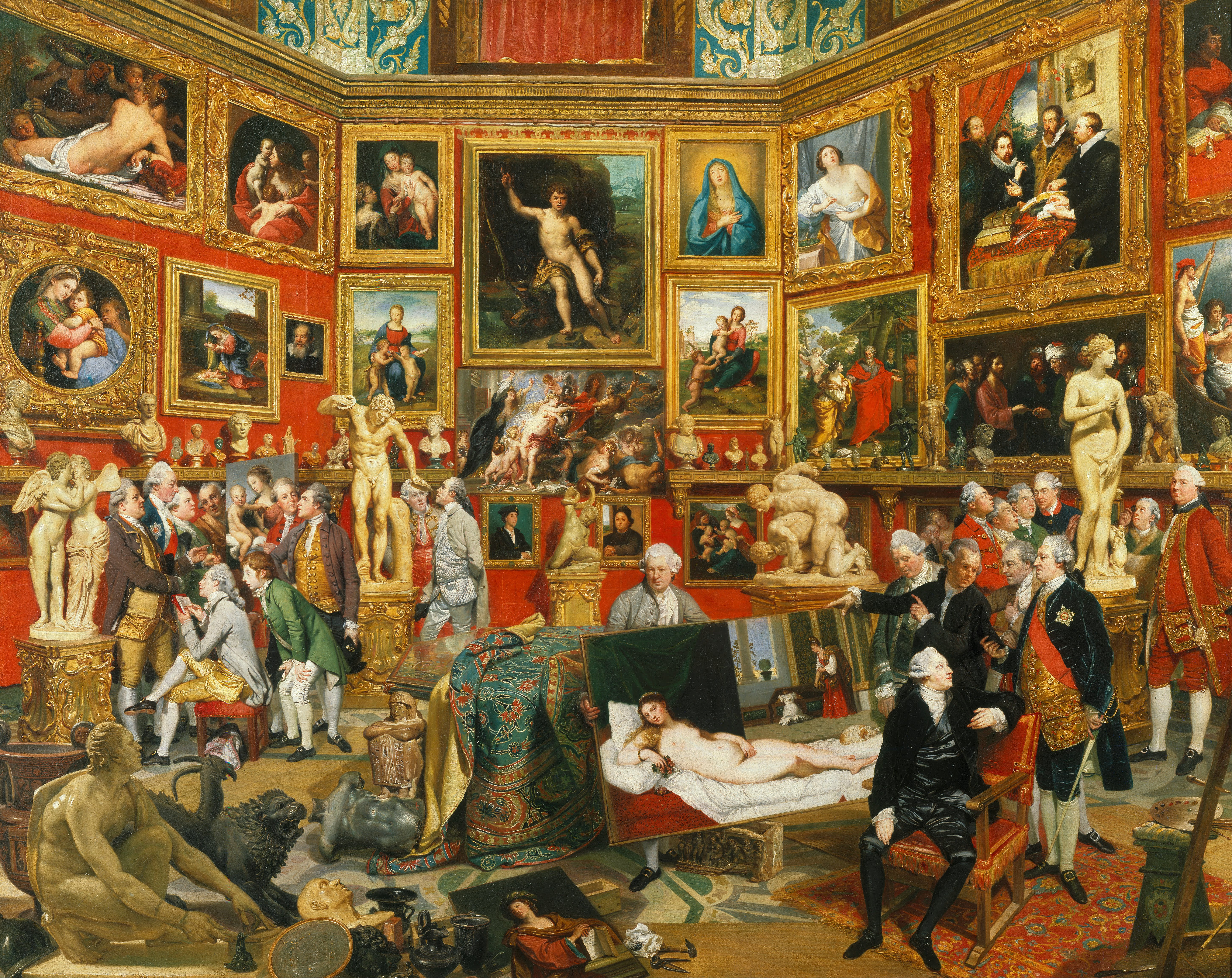
De Tribune van het Uffizi in Florence, Johan Zoffanij, 1772–1778, Windsor Castle

Johan Jozef Zoffanij (in Engels, Johann Joseph Zoffany; Frankfurt am Main, 13 maart 1733 – Londen, 11 november 1810) was een in Duitsland geboren maar vooral in Engeland werkzame kunstschilder. Zijn naam komt ook voor in de spellingen 'Zoffani', 'Zauffallij', en 'Zauffelij'.
Zoffanij studeerde in Duitsland en Italië en trok in 1758 naar Engeland. Daar schilderde hij portretten en conversatiestukken (groepsportretten in informele sfeer). Hij maakte, in navolging van William Hogarth, naam met het uitbeelden van scènes uit Londense theaterproducties en portretten van acteurs in theaterkostuum, onder wie de destijds beroemde David Garrick.
Zijn werk trok de aandacht van koning George III van het Verenigd Koninkrijk en diens vrouw Charlotte van Mecklenburg-Strelitz, van wie hij diverse informele portretten vervaardigde. In 1769 werd Zoffany medeoprichter van de Royal Academy of Arts.
Koningin Charlotte gaf Zoffanij in 1772 de opdracht om in Florence de schilderijen van de Tribuna in het Uffizi te schilderen. Zok had waarschijnlijk plannen het werk in haar werkkamer van het Dutch House (tegenwoordig Kew Palace) te hangen. Zoffanij vervaardigde De Tribune van het Uffizi in Florence waarop een gezelschap van (voornamelijk onbekende) mannen de bij elkaar geplaatste kunstwerken bespreekt. Koningin Charlotte was niet gecharmeerd van het schilderij en hing het uiteindelijk niet op in een van de vertrekken van Kew Palace.
Van 1783 tot 1789 werkte Zoffanij als portretschilder in India, waarna hij terugkeerde naar Engeland. Hij overleed in zijn huis in Strand-on-the-Green nabij Londen en werd begraven in Kew.
Werk van Zoffanij bevindt zich onder meer in de National Gallery, de Tate Gallery en de Koninklijke Collectie van het Verenigd Koninkrijk.